# جوني بوس
جوني بوس (بالإنجليزية: Johnny Bos)‏ (14 فبراير 1952 - 11 مايو 2013) هو ملاكم أمريكي.